# Saint-Germain-d’Esteuil
Saint-Germain-d’Esteuil település Franciaországban, Gironde megyében. Lakosainak száma 1345 fő (2022. január 1.). Saint-Germain-d’Esteuil Ordonnac, Cissac-Médoc, Hourtin, Lesparre-Médoc, Saint-Laurent-Médoc, Saint-Seurin-de-Cadourne és Vertheuil községekkel határos.

## Népesség
A település népessége az elmúlt években az alábbi módon változott:
| Lakosok száma | 1003 | 855  | 1020 | 1161 | 1206 | 1214 | 1234 | 1256 | 1286 | 1345 |
|               | 1968 | 1982 | 1990 | 2006 | 2013 | 2015 | 2017 | 2019 | 2020 | 2022 |